# Миколаїв (Львівська область)
Микола́їв (МФА: [mɪkoˈɫɑjɪu̯] ( прослухати)) — місто Стрийського району Львівської області, колишній районний центр. 
Миколаїв заснований в 1570 році. Статус міста з 1934 року.
Промислові підприємства: цементний завод, завод залізобетонних виробів, завод будівельних сумішей «Хенкель Баутехнік (Україна)».

## Географія
Розташоване неподалік від річки Дністер, за 3 км від залізничної станції Миколаїв-Дністровський на лінії Львів — Стрий. Західною околицею міста проходить автошлях E471.

## Історія
Історичний герб міста

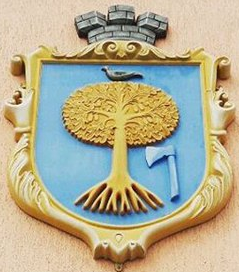
Герб на ратуші міста

У краєзнавчих працях XIX ст. зазначалося, що найдавнішим гербом Миколаєва був герб Леліва (золотий місяць з шестипроменевою зіркою) на блакитному полі. Сучасні історики піддають ці дані під сумнів (наголошуючи, що цей герб скоріше належав однойменному містечку в Подільському воєводстві — нині селу Хмельницького району Хмельницької області, яке у другій половині XVI століття було власністю магнатської родини Сенявських герба Леліва).
Найдавніша відома нині печатка міста, датована 1574 р., описана польським дослідником М. Ґумовським як «підкова, на якій сидить голуб». З XVII століття зображення герба дещо змінюється: у полі печатки — дерево (дуб), на якому сидить голуб.
На основі печаток XVII—XVIII століть грамотою цісаря Франца II від 14 грудня 1794 р. для міста затверджено герб з такою символікою: на блакитному тлі зелений викорчуваний дуб, на якому сидить срібний голуб з червоними ногами та дзьобом; збоку від дуба — срібна сокира з дерев'яним топорищем натуральної барви.

### Перші поселення
Найдавніші поселення людини на цих теренах нараховують 20—30 тис. років. Вони представлені мисливським літнім табором біля нинішнього села Дроговиж та зимовим поселенням у скельному гроті Прийма-1. Завдяки сприятливим природним умовам на території Миколаївщини, людина проживала тут і в наступний за палеолітом час, у добу мезоліту, що датується IX—IV тис. до нашої ери. Вже відомо 9 поселень цього типу в районі сучасних сіл Верин, Крупсько, Прийма та Раделичі.
На території району відомо 15 поселень епохи енеоліту (III тис. до н. е.) в районі сіл Більче, Верин, Гірське, Криниця, Крупсько, Прийма, Раделичі, Рудники та Тростянець. До І тисячоліття нашої ери на території району відноситься 9 поселень поблизу сіл Верин, Заклад, Крупсько, Рудники та Тужанівці та два скарби римських монет у Стільсько та Миколаєві.
У VI ст. територія району ввійшла до складу держави Білих Хорватів. У VIII—IX ст. столиця Білої Хорватії, імовірно, містилась у Стільську, а головне святилище (требище) — в Ілові. У 981—992 рр. князівства хорватів були приєднані до Київської Русі великим князем Володимиром Святославовичем. В ході цих війн Стільсько було зруйновано і більше не піднялось до рівня міста.
Археолог А. Шнайдер згадує, що під час закладання костелу в 1607 р. було знайдено фундаменти мурів міста і знайдено руські монети та величезний бердиш. У XIX ст. було видно ще вали, які оточували місто. Шнайдер дотримувався думки, що це був давній город Тетерів.

### Поява міста Миколаєва
Поява міста Миколаєва пов'язана з особою Миколи Тарла. Родина Тарлів з'явилася в часи Владислава Опольського, який спроваджував сілезьких лицарів. Піденесення родини почалося від Закліки Тарла, який вперше згадується під 1431 р. як посланець короля Владислава Ягайла до подільських магнатів, які не хотіли віддавати Поділля з Кам'янцем васалам великого литовського князя Свидригайла. Пізніше Закліка Тарло з Щекаровиць став крайчим коронним і старостою стрийським. Синами Закліки були Андрій та Павло Тарло. Племінником Павла був сандомирський хоружний і королівський секретар Микола Тарло, який є засновником міста Миколаєва.
Микола Тарло був у добрих відносинах із Сигізмундом Августом. 20 лютого 1570 р. було підписано привілей на заснування міста Миколаєва.
Привілей короля Сигизмунда Августа на заснування міста Миколаєва і надання йому магдебурського права підписаний 20 лютого 1570 р. був підтверджений королями Стефаном Баторієм, Сигізмундом III, Владиславом IV, Михайлом Корибутом Вишневецьким, Августом II. З незначними змінами він був підтверджений і австрійськими цісарями Йосифом II у 1782 р. та Францом І у 1794 р.
Перша грамота, яка лягла в основу конституції міста підтверджує те, що міщани отримували власне самоурядування на чолі з вибірною Радою з 6 осіб, очолених бурмістром, звільнювалися від юридикації будь-яких урядовців і підлягали у всіх справах суду війта. Щоби заохочити нових поселенців. Їх звільняли від усіх податків на 20 років, у тому числі від «шосу» (стягався з міського населення пропорційно до розміру нерухомого і рухомого майна).
Тарло вибрав місце для міських укріплень, для костелу та для свого власного будинку. Міські укріплення будувалися вже з врахуванням застосування артилерії. Судячи з того, що у XVII ст. місто кілька разів витримало татарські набіги, укріплення таки були добудовані.
Найдавніше передмістя виникло при дорозі на Дроговиже, де була церква Святого Миколая, звалося спочатку Перемиським, бо сам тракт, ввів з Перемишля на Галич. У XIX ст., коли система доріг змінилася, це передмістя називали Львівським.
Помер Микола Тарло влітку 1571 р., маючи заледве близько 50 років.
У 1578 р. у місті було 37 дворів. 1580 р. міщани добилися права на безмитний проїзд старостинською дорогою через Дроговиже. Ядвіга Тарло (дружина Миколи Тарла), яка мешкала у Дроговижі, активно вмішувалася у життя міста і вважала себе дідичкою. Тому боротьба міщан з нею розпочалася від 1580 р..

### XIII—XVст.
У 1241 р. монгольські війська пройшли територією району, знищивши майже усі поселення. В ході цього погрому загинуло поселення міського типу, яке було на схилах Окружної гори (пізніше — Дроговиж). Миколаївська земля відродилась у складі Перемишльського князівства.
У лютому 1387 р. поляки окупували територію району. Почалася роздача земель польським феодалам і їхнім прибічникам (Волковичам, Ходоровським). У 1403—1408 рр. привілеї на міське право дістав Вербіж, куди закликали селитись польських та німецьких колоністів.
В історичних документах XV ст. є відомості про містечко Горожанна Велика, Вербіж, Берездівці, Більче, Колодруби, Дроговиж, Розвадів, Ілів, Устя, Демня, Криниця, Красів, Ляшки Горішні, Ляшки Долішні, Верин, Поляна, Добряни, Ричагів.

### XVI—XVIIст.
У XVI—XVII ст. з'являються згадки в документах про села Горуцька, Держів, Пісочна, Новосілки-Опарські.
Як видно із наведених фактів, територія Миколаївщини в XVI—XVII ст. була густо заселеною. Тут виникають нові містечка. У 1570 р. польський король Сигізмунд II Август дав грамоту шляхтичеві Миколі Тарлу на заснування міста поблизу Дроговижа. На честь фундатора місто одержало назву Миколаїв.
У 1569 р. шляхтич Мицей Чернеєвський заснував без дозволу короля містечко Розділ.
У той час головни заняттями населення були землеробство, тваринництво, ремесло і торгівля. Згідно з королівським привілеєм у Миколаєві 2 рази на рік проводились ярмарки, а раз на тиждень — щовівторка — базари. Миколаївські ремісники об'єднувались в цехи. Наприкінці XVI ст. були цехи гончарів, шевців, пекарів, різників.
Населення краю, незважаючи на соціальний і національний ґніт, постійно піднімалось на боротьбу проти поневолювачів. У 1599 р. почалося повстання мешканців Миколаєва. За переказами, міщани, щоб не викликати підозри у влади, зібралися на раду за містом, на узліссі. Трохи пізніше там виникло поселення під назвою Радів. Повстанці напали на міську ратушу, захопили міських старшин та шляхтича, і відрубали їм голови. З цього часу на краю Миколаєва стоїть могила з пам'ятним хрестом, у якій похований шляхтич Адам Рзецький.
Впродовж XV—XVIII ст. величезної шкоди населенню краю завдали грабіжницькі нападки кримських татар. У 1498 р. загонами кримського хана були  села: Розвадів, Дроговиж, Верин, Устя та інші.
Великої шкоди населення Миколаєва і навколишніх сіл зазнало у 1620 р.. Польське військо зазнало великої поразки в битві під Цецорою в Молдавії. Татарські загони скориставшись беззахисністю українських земель, жахливо пограбувавши Галичину.

### У складі Австрійської імперії, кін. XVIIIст.— поч. XXст.
У 1772ї р. територія району увійшла до складу Монархії Габсбургів (з 1804 р. Австрійської імперії).
Уряд заохочував переселення німецьких колоністів на галицькі землі. Так на землях с. Добряни було засновано німецькі колонії Дорнфельд та Райхенбах.
Зміна польської влади австрійською покращила життя народу (припинились шляхетські міжусобиці, почав наводитись лад). 1773 р. Дроговизьке староство, до складу якого входив Миколаїв та 9 сіл, що були розташовані навколо, внесено в розпис державних маєтків і оцінене в 153180 золотих римських. У 1820 р. це староство придбав польський граф Станіслав Скарбек за 178630 золотих римських і став фактичним власником Миколаєва. Тепер жителі міста мусили платити як державні податки, так і платежі на користь графа за те, що користувалися землею, пасовищами, пасіками. Жителі передмістя мали відбувати панщину. Скарбек був одним з найбагатіших людей в Австрійській імперії та засновником притулку для сиріт і пристарілих, виділяв значні кошти на його утримання.
Майже половина земель, значна частина лісів, пасовищ і сінокосів належала земельним магнатам, які на території Миколаївщини були в основному поляками. Селянство краю не хотіло миритися з тяжким становищем і піднімалося на боротьбу проти соціального і національного гніту. В 1846 р. вибухнуло повстання. У той час село Велика Горожанка стало одним із центрів підготовки польського повстання проти Австрії. Скасування панщини у 1848 р. не влаштовувало селянство, яке сподівалося одержати землю, ліси, луки і пасовища. До нашого часу в більшості сіл Миколаївського району збереглися пам'ятні хрести, встановлені громадами на честь скасування панщини в Галичині.
Ще до початку війни у 1914 р. австріяки проводять будівництво укріплень на лінії Розділ — Верин — Миколаїв — Дроговиж. Будівництво Миколаївської фортеці в околицях міста, яка мала прикривати дороги на Карпати було припинено після дізнання про це російською розвідкою.
Наприкінці серпня 1914 р. на території Миколаївщини розпочались запеклі бої. Спроби австрійців утримати Миколаїв у своїх руках закінчились поразкою. У запеклих боях на австрійсько-російському фронті брав участь легіон Українських Січових Стрільців.
У с. Пісочна розташовувався кіш УСС. До нашого часу в околицях с. Розвадів збереглися «касарні», тобто казарми, у яких проживали стрільці. Багато стрільців було розміщено в селах Верин, Надітичі, Рудники. В с. Велика Горожанка розміщалась пресова квартира УСС. Під час боїв багато сіл були повністю спалені. Воюючі сторони не жаліли навіть церков.
3 березня 1918 р. в місті відбулось «свято державності і миру» (віче) на підтримку дій уряду Української Народної Республіки, на якому були присутні близько 10 000 осіб.

### XX століття

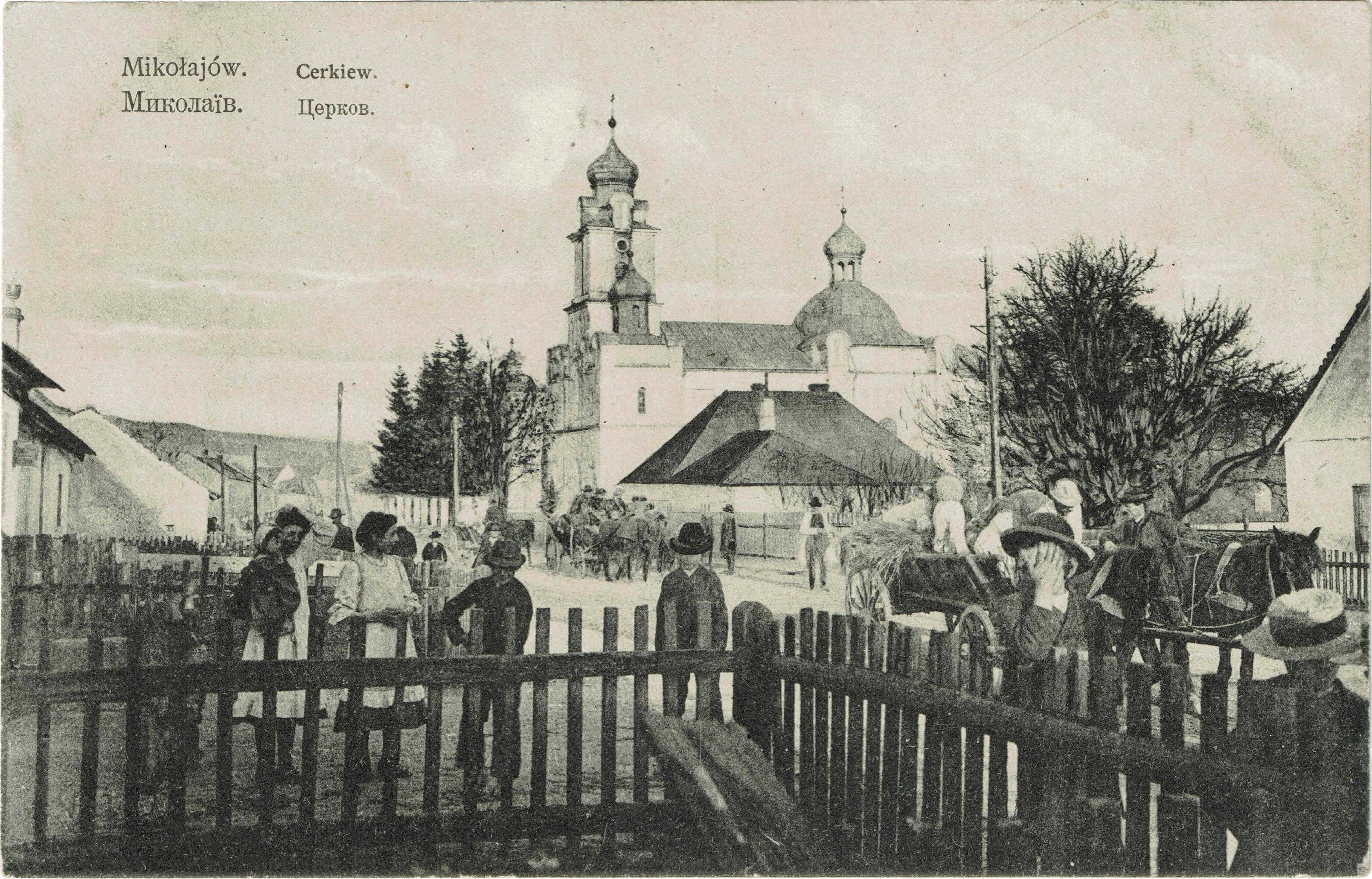
Вигляд центру міста 1908-1912 роках

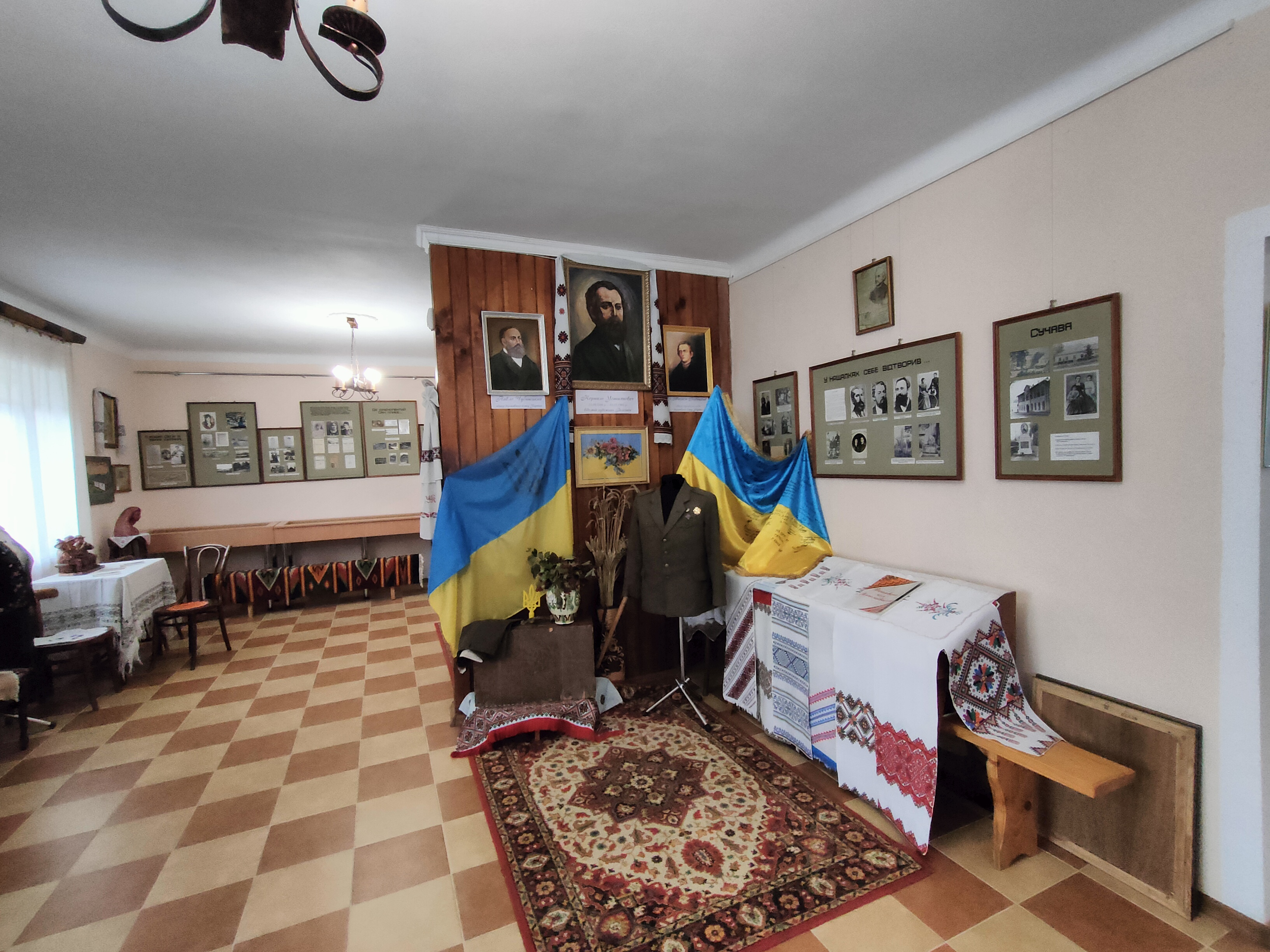
Експозиція музею У. Кравчинко і М. Устияновича

Після розвалу Австро-Угорської імперії на початку листопада 1918 р. в Галичині проголошено створення Західноукраїнської Народної Республіки. У той час частина Миколаївщини увійшла до складу Жидачівського політичного повіту. Але польська влада прагнула приєднати Галичину до відновленої польської держави. Для захисту українських земель створюється Українська Галицька Армія. Миколаїв захищала 7-ма Львівська бригада УГА, якою командував А. Бізанц (уродженець Миколаївщини — с. Дорнфельд). 18 травня 1919 р. Миколаїв та Розділ були зайняті польськими військами.
У серпні 1920 р. частини Першої кінної армії вступили на землі Миколаївщини. Червоноармійці вибили поляків із залізничної станції Миколаїв-Дроговиж, і захопили багато військових трофеїв.
У березні 1921 р. підписано Ризький мирний договір, західноукраїнські землі перейшли під владу Польщі. На Миколаївщині розвивалася дрібна промисловість, виробництво вапна, кахлів, цегли, гончарного посуду. Велике підприємство Розвадівський вапняно-кахельний завод належав багатому єврейському капіталісту Шмораку. Більшість населення було зайнято в сільському господарстві і дуже страждало від безземелля. Найкращі землі продавались або передавались безкоштовно переселенцям з Польщі.
3 початком Другої світової війни посилилась підготовка до повстання проти польської влади. В середині вересня повстанці здійснили напад на громадську канцелярію у Надітичах, де роззброїли 40 польських поліцаїв. Одночасно було роззброєно поліційний відділок в Роздолі, Миколаєві на мостах через Дністер. Польські карателі з Жидачева розпочали наступ. Українські повстанці приготувались до оборони в Надітичах. Лише польське поповнення зі Стрия змусило повстанців відступити за Дністер. Кати жорстоко катували українців у Надітичах, Роздолі, Крупську та Верині, палили селянські господарства.
До кінця вересня пройшло розмежування між Німеччиною та СРСР. Комуністи створювали робітничо-селянські комітети, які перебирали в свої руки владу і контролювали всі сфери життя. Було націоналізовано вапняно-кахельний завод, ремісничі майстерні, млини, магазини, пекарні. У січні 1940 р. було створено Миколаївський район у складі Дрогобицької області. З лютого 1940 р. почав працювати виконком районної Ради депутатів трудящих.
Навесні 1940 р. між Дроговижем, Розвадовом та Миколаєвим почалося будівництво цементного заводу. Цьому сприяли багаті поклади вапняку і глини.
З кінця червня 1941 р. по кінець липня 1944 р. Миколаївщина перебувала під німецькою окупацією. У серпні 1944 р. відновлено Миколаївський район у складі Дрогобицької області. З грудня 1962 р. Миколаїв увійшов до складу Жидачівського району, а 30 грудня 1962 р. Миколаїв разом з селищем міського типу Новий Розділ став містом обласного підпорядкування Львівської області до визнання Нового Роздолу містом у 1963 році.
6 грудня 1966 р. утворено Миколаївський район у складі Львівської області з центром у м. Миколаєві. 
1980-ті рр. показали, що командно-адміністративна система повністю вичерпала свої можливості. В Україні розпочинається процес національного відродження.

### XXI століття
2015 року в Миколаєві було засновано місцеве молодіжне online-радіомовлення Radio Boss Mykolaiv.
У 2020 році шляхом об'єднання сільських рад було створено Миколаївську міську громаду з адміністративним центром у місті Миколаїв.

## Населення

### Національний склад
Розподіл населення за національністю за даними перепису 2001 року:
| Національність  | Відсоток |
| --------------- | -------- |
| українці        | 97,53%   |
| росіяни         | 1,74%    |
| поляки          | 0,35%    |
| білоруси        | 0,11%    |
| інші/не вказали | 0,27%    |

### Мовний склад
Розподіл населення за рідною мовою за даними перепису 2001 року:
| Мова            | Кількість | Відсоток |
| --------------- | --------- | -------- |
| українська      | 14554     | 98.44%   |
| російська       | 204       | 1.38%    |
| польська        | 16        | 0.11%    |
| білоруська      | 3         | 0.02%    |
| вірменська      | 1         | 0.01%    |
| гагаузька       | 1         | 0.01%    |
| інші/не вказали | 5         | 0.03%    |
| Усього          | 14784     | 100%     |

## Навчальні заклади
- Миколаївська ЗОШ І ступеня (початкова).
- Миколаївський ліцей[14].
- Миколаївський ЗЗСО І-ІІІ ступенів № 1 (раніше Миколаївська ЗОШ І-ІІІ ступенів № 1)[15].
- Миколаївський НВК (раніше Миколаївська ЗОШ № 2)[16].
- Державний професійно-технічний навчальний заклад «Миколаївський професійний ліцей» (бурса)[17].

## Релігійні споруди
- Церква святого Миколая, збудована у 1868-1876 рр. Належить до Миколаївського деканату Стрийської єпархії УГКЦ (вул. Митрополита Андрея Шептицького).
- Костел святого Миколая (вул. Тараса Шевченка, 2).
- Церква святого Архистратига Михаїла, збудована у 1863 р., належить до Миколаївського деканату Стрийської єпархії УГКЦ (вул. Ринок).
- Церква Різдва Пресвятої Богородиці, освячена у 1997 р., належить до Миколаївського благочиння Дрогобицько-Самбірської єпархії УПЦ КП (вул. Возз'єднання, 12).
- Церква Успіння Пресвятої Богородиці, збудована у 2012 р., належить до Миколаївського деканату Львівської єпархії ПЦУ.
- Каплиця "Писанка", розташована на найвищій точці біля міста на Адамовій горі (інші назви - Високий камінь, Галя). Споруджена у 2002 році. Автором «Писанки» є львівський архітектор Костянтин Малярчук. (серед його робіт — пам’ятник композитору Ігорю Білозіру на Личаківському цвинтарі). Дорогою до каплиці проходить хресна дорога.[18]

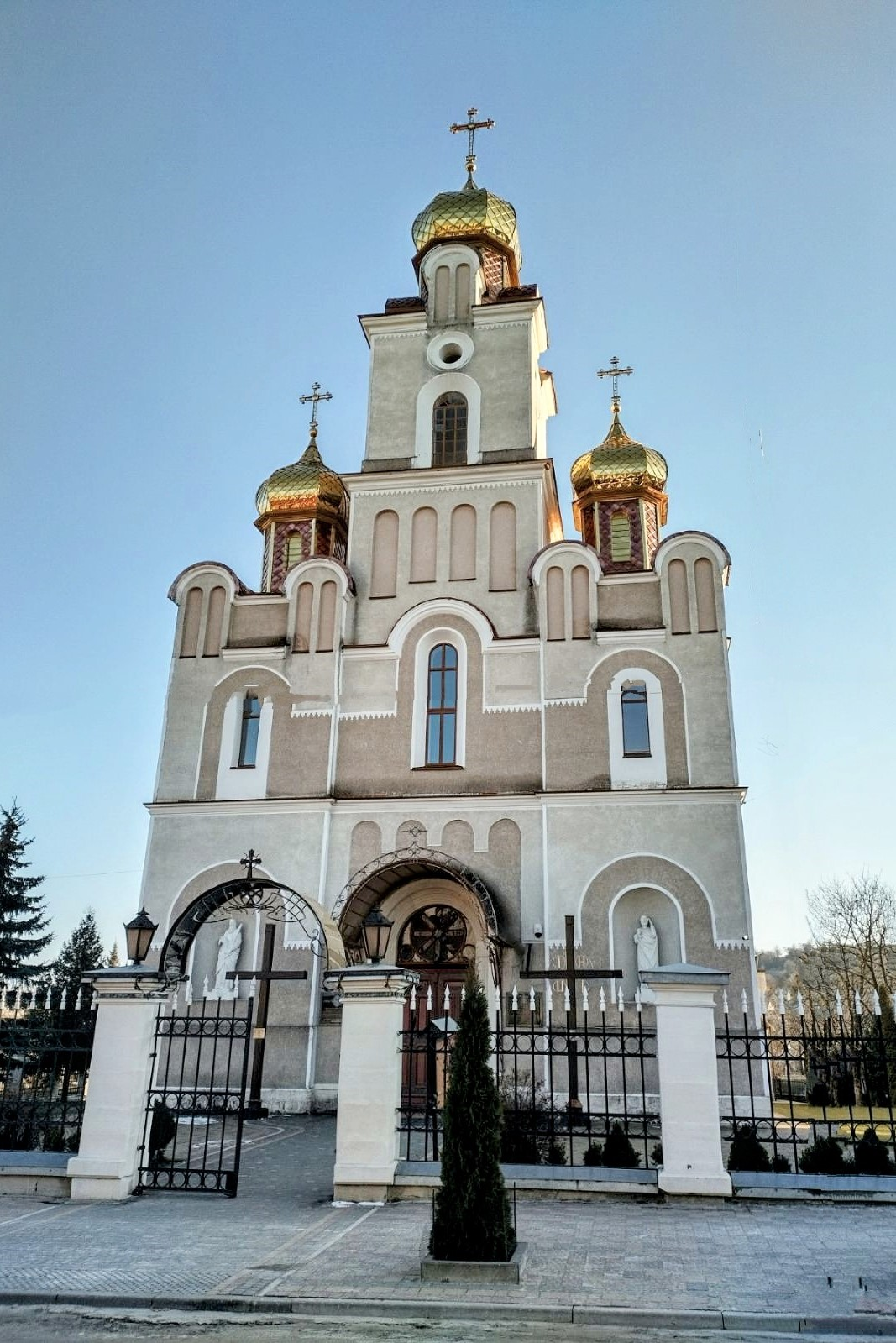
Церква Святого Миколая
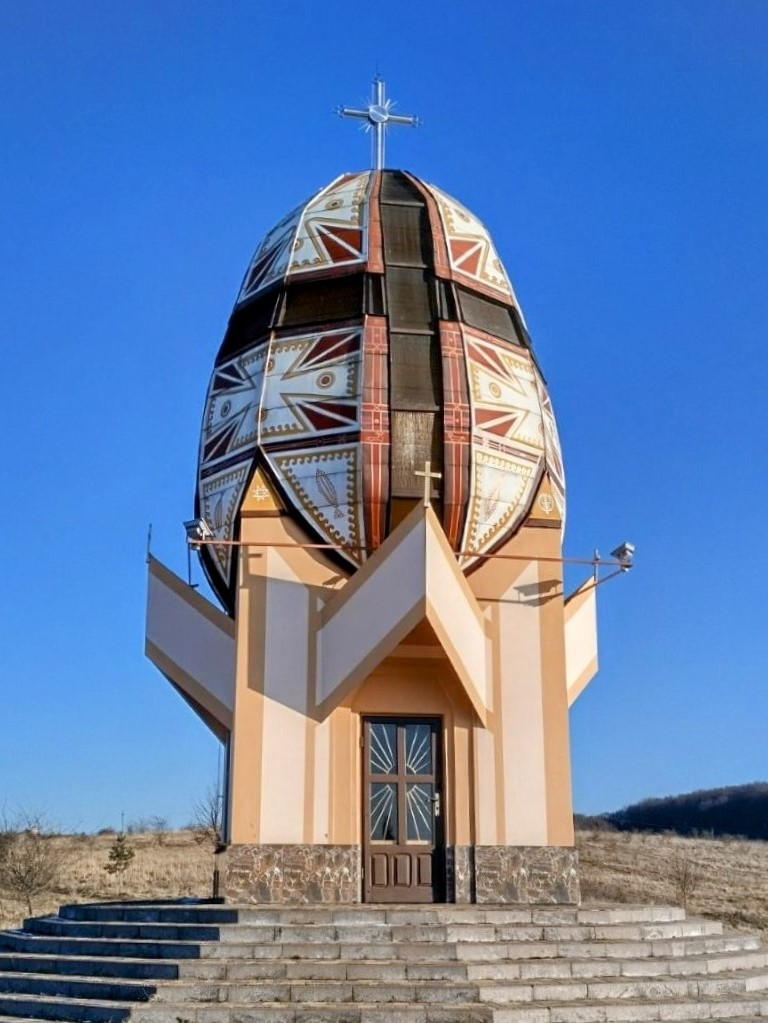
Каплиця "Писанка"

## Музеї
- Історико-краєзнавчий музей (вулиця Митрополита Андрея Шептицького, 26)[19];
- Народний музей імені Уляни Кравченко і Миколи Устияновича (вулиця Уляни Кравченко).

## Відомі люди

### Народжені до XX століття
- Григорій Величко — перший українець — доктор філософії у ділянці географії.
- Микола Герасимович — почесний громадянин міста, посол Галицького сейму, президент сенату найвищого касаційного трибуналу Австро-Угорщини.[20]
- Михайло Йозеф Жевуський — польський шляхтич, військовик, урядник Речі Посполитої, меценат, війт Миколаєва.[21]
- Володимир Каранович — український лікар, доктор наук, громадсько-політичний діяч.
- Уляна Кравченко — українська письменниця, активістка українського жіночого руху, перша на західній Україні поетеса.
- Кароль Млодніцький — польський живописець і графік. З 1865 свої вакації художник проводив переважно в Миколаєві у родичів, шукаючи натхнення в околицях містечка. Жив на території плебанії на початку теперішньої вулиці Шевченка. З середини XIX ст. органістами в костьолі св. Миколая були представники родини Млодніцьких[22].
- Микола Устиянович — український поет, прозаїк, громадський діяч.
- Себастян Чесек — видатний львівський скульптор, який був райцем (радним) миколаївського магістрату, про що свідчать грамота від 10 грудня 1607 р., внесена у книги Львівського гродського суду.

### Народжені у XX столітті
- Андрій Возьний — художник-графік, визначний майстер екслібрису, перший голова Товариства екслібрисів України, сотні робіт якого знаходяться у зібраннях європейських, японських та американських колекціонерів[23].
- Леонтій Войтович — український історик, професор, доктор історичних наук, завідувач кафедри історії середніх віків та візантиністики (з 2006) Львівського національного університету ім. Івана Франка, провідний науковий співробітник Інституту українознавства ім. І.Крип'якевича НАН України, лауреат премії ім. М.Грушевського НАН України.
- Микола-Ярослав Гнатів — прозаїк, лауреат Шевченківської премії у номінації «літературознавство та мистецтвознавство».
- Дмитро Дзюрак — командир сотні УПА «Чорні чорти» ім. Гамалії куреня «Підкарпатський» ТВ 22 «Чорний Ліс», лицар Бронзового хреста бойової заслуги УПА.
- Ігор Кадюк — український віолончеліст.
- Василь Кіндрацький — боєць батальйону ОУН, голова Миколаївської РДА.[24]
- Олена Мигович — живописець, графістка, керамістка.
- Олександр Мірошніков — художник-каменеріз, заслужений майстер народної творчості України, заслужений діяч каменерізного мистецтва, повний кавалер нагород Меморіального фонду Фаберже.
- Михайло Палідович-Карпатський — ідеолог ОУН, головний редактор часопису «Ідея і Чин», секретар третього надзвичайно великого збору ОУН.
- Роман-Василь Петрів (11 лютого 1927) — український поет, прозаїк, громадський діяч[25].
- Наталія Тихолоз — український літературознавець, франкознавець, кандидат філологічних наук.
- Олександр Швець (1958—2016) — капітан Збройних сил України, учасник російсько-української війни.
- Роман Скорпіон (1990) — український співак.

### Померли
- Леонід Муха — український військовий та ветеранський діяч, політв'язень, Голова  Галицького Братства вояків 1-ї Укр. дивізії УНА (2004–10).

## Галерея

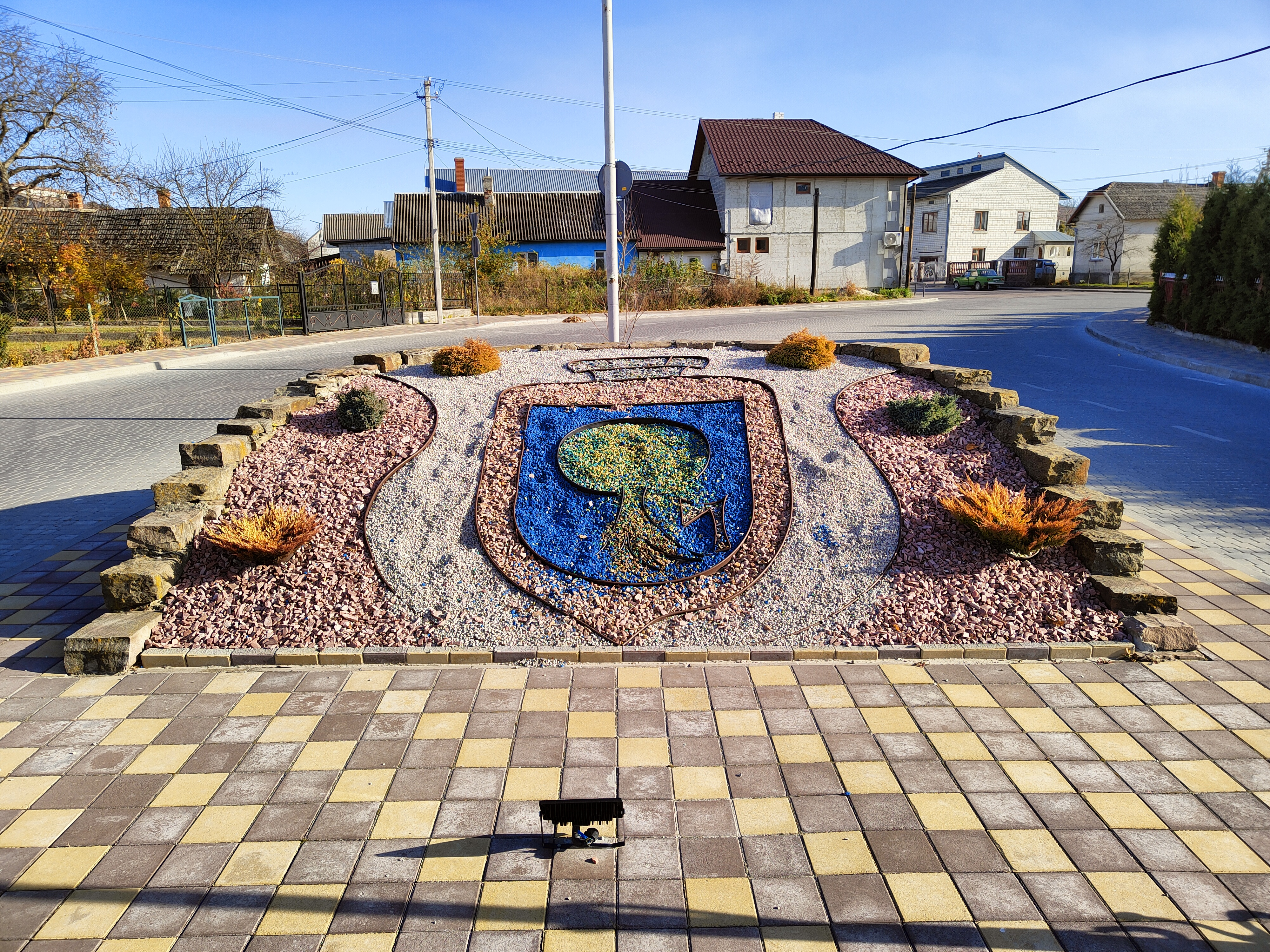
Герб міста Миколаїв
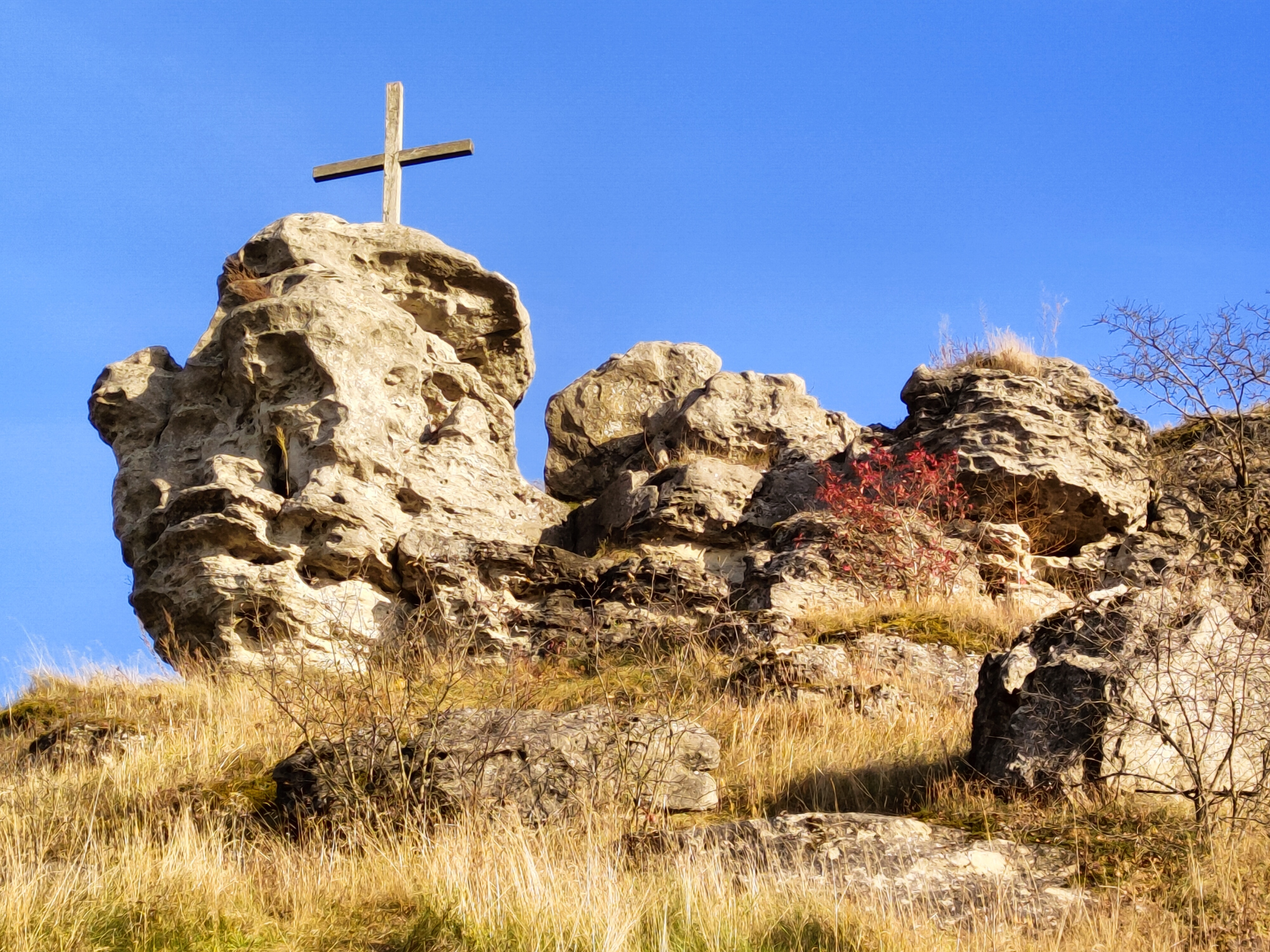
Гора «Високий камінь»
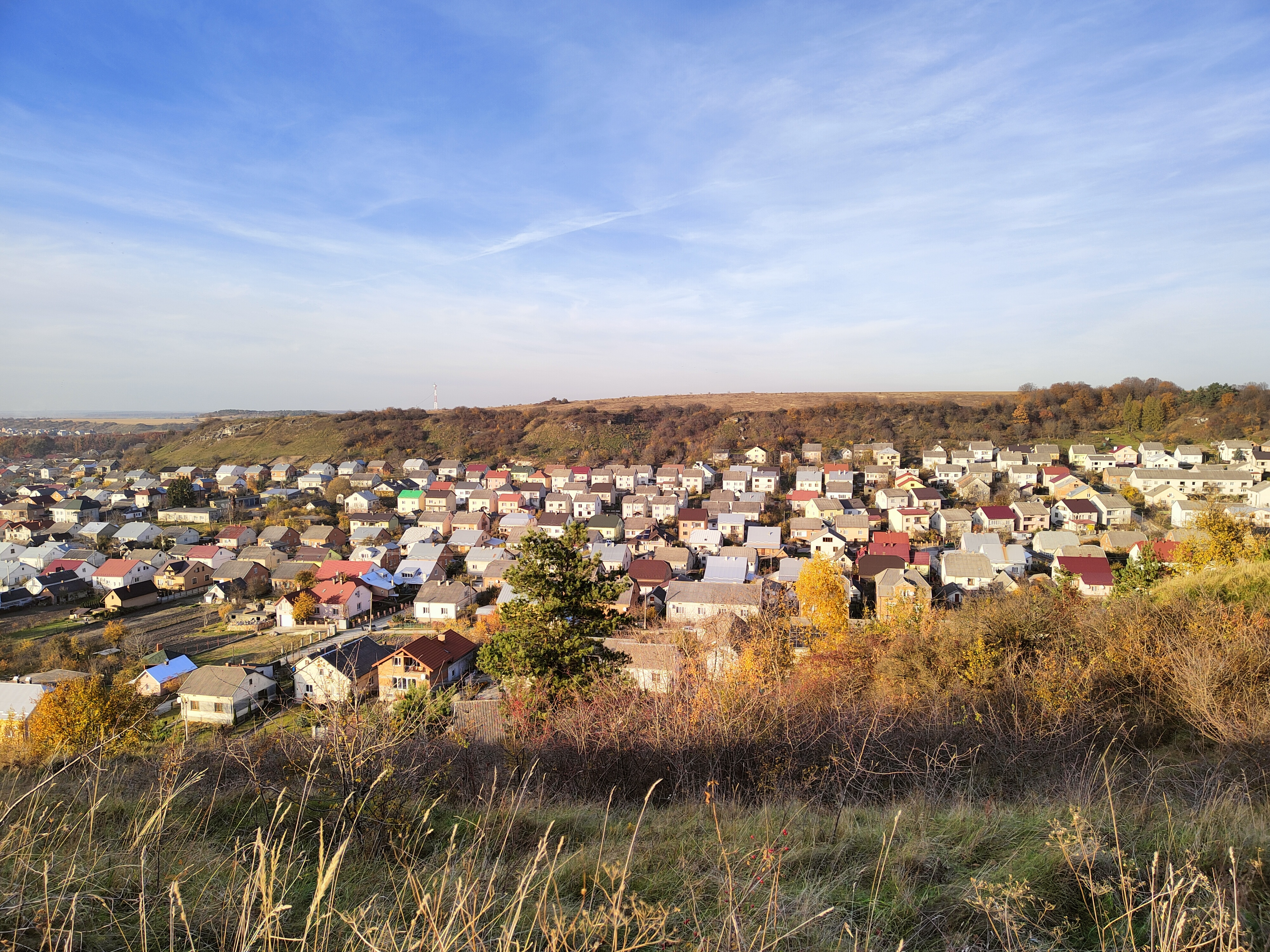
Вид з гори «Високий камінь»
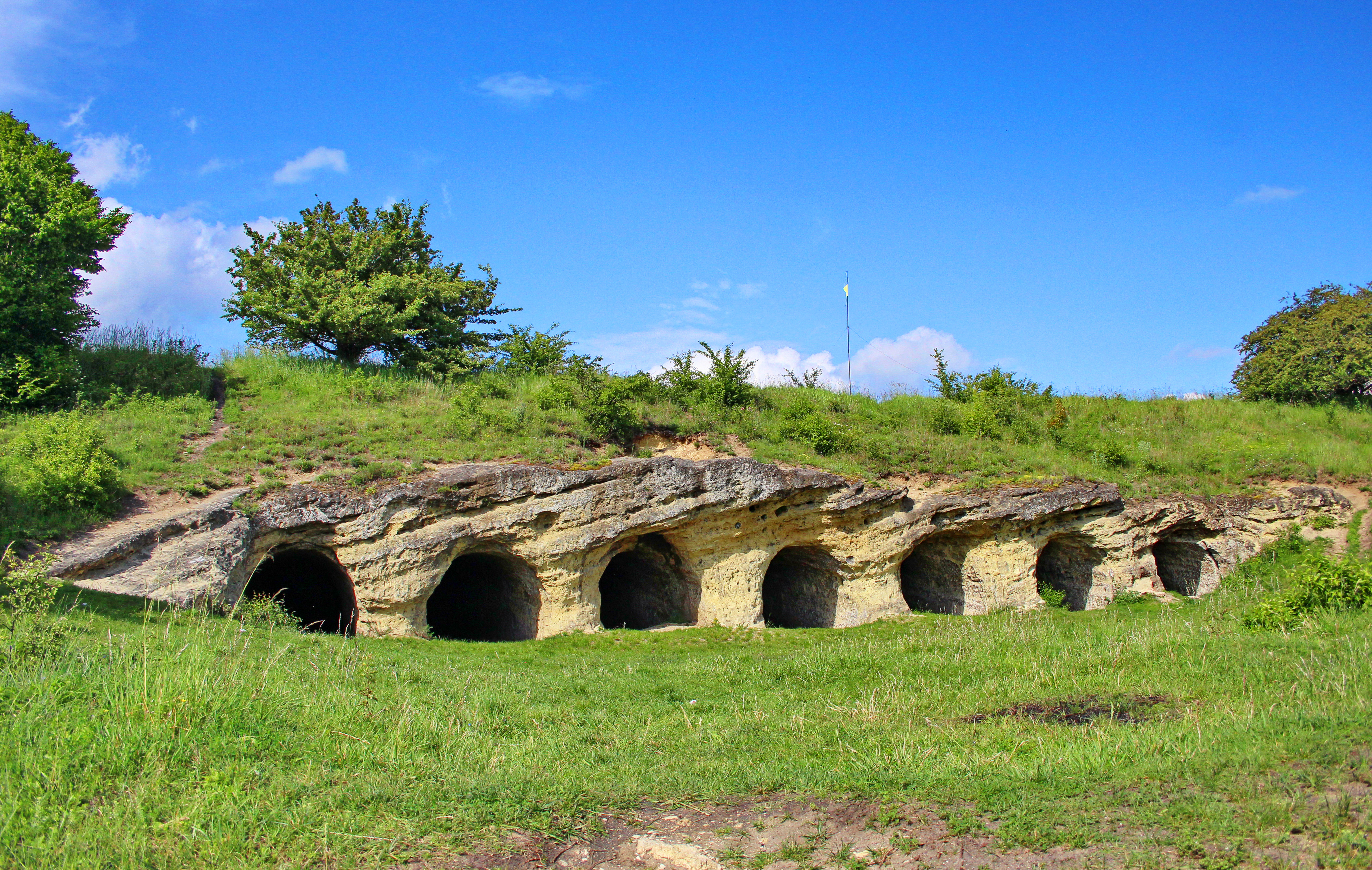
Комплекс фортифікаційних та інженерних споруд «Фортеця м. Миколаїв»
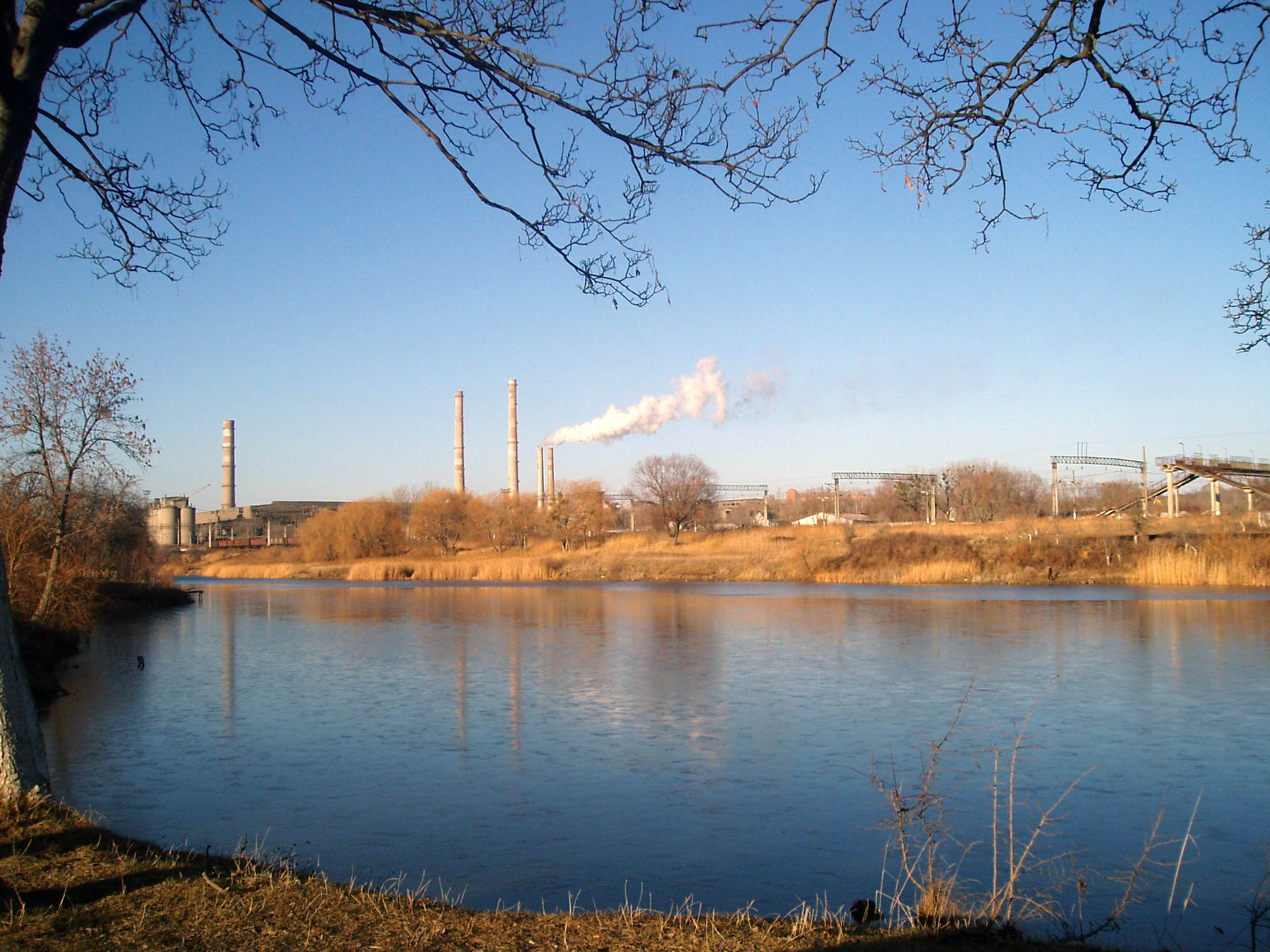
Вид на цементний завод
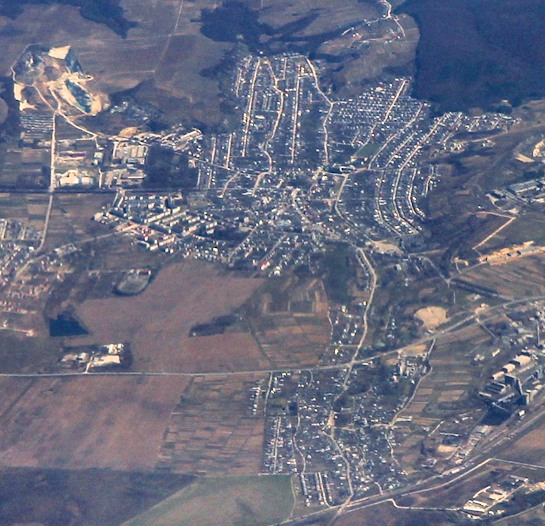
Вигляд на місто з літака